# 陈宗骘
陈宗骘（1922年—），男，浙江宁波人，中国信息学家，曾任中国科学院电子学研究所研究员、博士生导师。